# Hengest

Escudo de la ciudad de Bünde, en Renania del Norte-Westfalia, que representa a Hengest y a su hermano Horsa dándose la mano tras acordar la invasión de Gran Bretaña; acuerdo que, según la tradición, se produjo en Bünde.

Hengest o Hengist (m. 488?) fue un guerrero sajón del siglo V. Su figura protohistórica aparece en el poema épico Beowulf y el fragmento de Finnsburg.
En Beowulf se cita a Hildeburh, la hermana del rey Hnæf y esposa de Finn de Frisia. Tanto Hnæf como el hijo de Hildeburh y Finn han caído en el campo de batalla, junto a muchos guerreros frisones. No está claro el papel de Finn en la trifulca que le lleva a ofrecer un trato desfavorable, pero Hengest rompe ese trato, mata a Finn y se lleva a Hildeburh de regreso a Dinamarca.

## Historia ecclesiastica gentis Anglorum
En Historia ecclesiastica gentis Anglorum (siglo VIII) aparece un Hengest, hermano de Horsa, caudillos de un ejército formado por anglos, sajones y jutos. Horsa murió en batalla contra los britones y fue enterrado en el este de Kent, donde un monumento recordaba su nombre y que aún existía en los tiempos de Beda. Hace una genealogía de los hermanos, ambos hijos de Wictgils hijo de Witta hijo de Woden, y que a su vez Hengist era padre de Oeric, el cual le acompañó a Britania.

## Crónica anglosajona
La Crónica anglosajona menciona la Batalla de Aylesford (455), cuando Hengest combatió a Vortigern. En esa batalla murió su hermano Horsa.

## Historia Brittonum
Historia Brittonum menciona a Hengest y Horsa, a quienes Vortigern permitió asentarse con su pueblo en Thanet a cambio de sus servicios como mercenarios para defender el reino contra los pictos. Hengest convenció a Vortigern para que le concediera más tierra y permitir la llegada de más colonos, lo que abrió el camino al asentamiento germánico en la isla.